# Clavus lamberti
Clavus lamberti é uma espécie de gastrópode do gênero Clavus, pertencente a família Drilliidae.